# 喜蓮勇感
喜蓮勇感（英語：Helene Feeling，來港前稱），是一匹在英國和香港出賽的賽駒，來港後練馬師是沈集成。

## 簡介
未足歲時，「喜蓮勇感」於2020年Goffs November Foals Sale以15,500歐元成交。週歲時，於2021年Tattersalls October Yearling Sale Book 2以40,000堅尼成交。兩歲時，在英國曾勝出兩場賽事。其後，「喜蓮勇感」被運來香港服役，加盟沈集成馬房。
2023年4月6日，「喜蓮勇感」打開其在港的勝利之門。
2024年2月4日，潘頓策騎「喜蓮勇感」出戰四歲系列賽首關香港經典一哩賽，不敵「驕陽明駒」，取得第二名。
2024年3月3日，潘頓策騎「喜蓮勇感」出戰四歲系列賽次關香港經典盃，取得第六名。
2024年3月24日，麥道朗策騎「喜蓮勇感」出戰四歲系列賽尾關香港打吡大賽，取得第九名。
2025年1月8日，班德禮策騎「喜蓮勇感」勝出國際三級賽一月盃。賽後，班德禮說道：「要在這裏勝出此等水平（三級賽）的賽事甚為困難，今晚有機會夥拍此駒在這項賽事中後上奪冠，我感到相當高興。牠確是匹良駒，牠曾有力問鼎（寶馬香港）打吡大賽冠軍錦標，馬兒明顯具一定級數，牠也曾在好些高班賽事中交出佳績，當中包括去年在此賽中跑獲季軍。因此我們知道這條賽道定合其發揮，雖然馬兒今次排外檔（第九檔）起步，形勢未算有利，但牠沿途能夠佔得好位，早段賽事步速亦不太快。雖然牠在賽事關鍵階段要自馬群外疊推進，但牠在直路上一直維持勁勢，表現十分出色。」練馬師沈集成說道：「『喜蓮勇感』本身喜歡在跑馬地多於在沙田上陣，只可惜這裏適合牠角逐的賽事不多。我稍後須安排牠重返沙田作賽，否則牠將會被迫缺陣好一段時間，這無助馬兒維持勇態。」

## 在港勝出賽事全紀錄
| 比賽日期   | 賽事名稱             | 賽事班次 | 賽道 | 賽事路程 | 比賽馬場   | 名次 | 完成時間 | 騎師   |
| ---------- | -------------------- | -------- | ---- | -------- | ---------- | ---- | -------- | ------ |
| 06/04/2023 | 西洋會挑戰盃（讓賽） | 第三班   | 草地 | 1650米   | 跑馬地馬場 | 1    | 1:40.41  | 潘頓   |
| 03/07/2023 | 吉澳洲讓賽           | 第三班   | 草地 | 1600米   | 沙田馬場   | 1    | 1:36.29  | 潘頓   |
| 20/09/2023 | 維多利亞港讓賽       | 第二班   | 草地 | 1650米   | 跑馬地馬場 | 1    | 1:39.17  | 田泰安 |
| 06/12/2023 | 日本讓賽             | 第二班   | 草地 | 1800米   | 跑馬地馬場 | 1    | 1:49.53  | 麥道朗 |
| 08/01/2025 | 一月盃（讓賽）       | G3       | 草地 | 1800米   | 跑馬地馬場 | 1    | 1:49.19  | 班德禮 |

## 外部連結
- . 2025-01-09  [2025-01-09].